# James Sturm
James Sturm é um cartunista e autor de histórias em quadrinhos americanas. É um dos fundadores do Center for Cartoon Studies, onde atua como diretor e também como professor. A  instituição, localizada em Vermont, nos Estados Unidos, é a única a oferecer cursos de nível universitário com duração de um ou dois anos sobre quadrinhos e arte sequencial no país. 
Seu primeiro trabalho com histórias em quadrinhos foi a série The Cereal Killings, indicada ao Eisner Award na categoria "Melhor Minissérie". Sturm trabalhou ao lado do artista Guy Davis na minissérie Fantastic Four: Unstable Molecules, publicada pela Marvel Comics e vencedora da categoria em 2004. Em 2008 foi indicado ao Eisner Award na categoria de "Melhor Escritor" por seu trabalho na série Satchel Paige: Striking Out Jim Crow.